# El Kinto
El Kinto, también conocido como El Kinto Conjunto, fue una banda de rock uruguaya, cuyo periodo de actividad fue de 1967 a 1970. Fueron pioneros en la fusión del candombe con la música beat, en lo que se denominó candombe beat, y en cantar las canciones en español dentro de este género. Los principales compositores y referentes fueron Rubén Rada y Eduardo Mateo.

## Historia

### Etapa previa
En 1964, Miguel Mattos formó la banda musical The Hit Fingers, integrada por: Walter Cambón (guitarra), Eduardo Da Luz (voz), Roberto Schettini (piano), Splica (Guitarra), Víctor Miglaccio (batería) y Miguel Mattos (bajo). Luego, la formación cambió su nombre a Los Malditos, junto a Walter Cambón (guitarra y voz), Eduardo Mateo (guitarra y voz), Ernesto Soca (piano), Miguel Mattos (bajo), y Carlos «Chango» Castro (batería). El 90 % de las canciones que cantaban eran de los primeros cinco LP de The Beatles. Entre 1964 y 1966 se presentaron en Montevideo y Buenos Aires.
En 1966 cambiaron su nombre a The Knights y grabaron un disco simple con temas propios (cantados en inglés) para el sello Sondor. Debido a la influencia de la bossa nova en Eduardo Mateo, solía cambiar algunos arreglos, lo que le daba al grupo una particular distinción respecto a otros que hacían covers. Sin embargo, a Mateo le empezó a desanimar la banda y el tipo de música que hacía, y empezaba a mostrar intenciones de cantar en español.
Los Malditos habían actuado asiduamente, antes de probar suerte en Argentina, en el mítico local uruguayo de la época, Orfeo Negro. Desde fines de 1966, tras retornar a Uruguay ya con el nombre sustituido por The Knights —luego de la oportunidad desperdiciada en Argentina y de la grabación en Sondor— continuaron tocando en dicho local. Paralelamente, participaron en los «Conciertos Beat» con la siguiente formación: Walter Cambón y Eduardo Mateo en guitarras, Ernesto Soca en piano, Luis Sosa —sustituyendo a Carlos Castro— en batería y Miguel Mattos en bajo. En Orfeo Negro usualmente se integraba Rubén Rada como invitado especial. En 1967 se retiró Ernesto Soca y, en su lugar, quedó formalmente Rada, lo que implicaba no solamente un cambio de músico, sino de instrumento —y posteriormente de estilo—, pues con este cambio el piano dejaba lugar a las tumbadoras. Poco tiempo después de este cambio se produjo la salida de Miguel Mattos y, en su lugar, ingresó Antonio «Lobo» Lagarde como bajista, quien ya se entendía musicalmente con Mateo tras la experiencia como trío con Galletti en los «Conciertos Beat». Con esta formación tocarían un tiempo en el grupo «de Orfeo Negro».

### Comienzos de El Kinto
La banda se dio inicio con la formación de Eduardo Mateo en guitarra y voz, Walter Cambón en guitarra, Rubén Rada en voz y tumbadoras, Luis Sosa en batería y Antonio «Lobito» Lagarde en bajo. La primera actuación la hicieron en el Festival de la Canción Beat y de Protesta en junio de 1967. Para ser anunciados necesitaban un nombre y de ahí surgió El Kinto Conjunto. El nombre hace alusión al quinteto y al instrumento percutivo de nombre «quinto» que integraba la sección de percusión. Posteriormente pasarían a ser conocidos sencillamente como «El Kinto».
Al tiempo Lagarde se fue a Europa y, en su lugar, ingresó Urbano Moraes. Continuaron tocando en Orfeo Negro, básicamente canciones de The Beatles, Charles Aznavour, Gilbert Bécaud, João Gilberto y algunas composiciones propias. Urbano Moraes enfatiza en la capacidad creativa y prolificidad de Mateo y Rada, así como en el importante papel que desempeñaban en el grupo.
Participaron haciendo playbacks en el programa televisivo Discodromo Show. Además de tocar los temas propios de la banda acompañaban a otros artistas como Diane Denoir y Roberta Lee. Las grabaciones de los playbacks las hacían en los estudios de Sondor con la supervisión de los técnicos Carlos Píriz, Hugo Manzini y Henry Sosa. El estudio contaba con un grabador analógico de dos pistas, muy limitado técnicamente, y el trabajo resultaba ser casi artesanal. Se grababa en casetes y estos, en general, se borraban para ser reutilizados. Sin embargo, Carlos Píriz decidió guardar esas cintas y este material luego permitió que se difundieran grabaciones de El Kinto que de otra manera no hubieran existido porque nunca llegaron a grabar un disco.

### El alejamiento de Rada
En 1968 Rubén Rada fue invitado para realizar una gira con el tecladista Alberto «Mike» Dogliotti en Perú y abandonó El Kinto. En su lugar ingresó, primero, Juan Albano, un percusionista conocido de Cambón, pero el cambio no funcionó, por lo que recurrieron a Mario «Chichito» Cabral, percusionista amigo de Urbano. Por un lado, esta sustitución produjo que El Kinto se acercara más a los «ritmos latinos» —especialmente afrocubanos, dominados por Chichito— y se alejara un poco del candombe beat característico de los tiempos anteriores; por otra parte, se deshacía el «dúo de voces» de Rada y Mateo y se perdía un cantante emblemático. Ante esta situación, Urbano asumió un rol protagónico en la parte vocal junto a Mateo.

### Consolidación
A mediados de 1968 El Kinto logró finalmente pasar de ser una «banda de Orfeo Negro» —aunque ya con bastante repercusión— a integrar la lista de bandas del circuito beat. A pesar del mayor reconocimiento, todavía eran de cierta manera marginales puesto que, en el ambiente beat, continuaba predominando la copia de estilos ingleses por parte de bandas con letras en inglés y sin mayores pretensiones creativas. La variedad estilística de El Kinto —influida por el candombe, diferentes ritmos latinoamericanos, samba, bossa nova, rock, etc.— y la creación en castellano no resultaba común ni lo más popular en la corriente beat de entonces. A fines de 1968 El Kinto, sin ser un fenómeno de masas, tenía cierto prestigio y un público estable.

### Musicasiones
El salto en la carrera del grupo se dio con el ciclo de recitales denominado «Musicasiones» en 1969. Estos seguían un esquema similar al de los «Conciertos Beat»: artistas y géneros musicales diversos —y hasta «antagónicos»— alternados con lectura de poesía y sketches, en un estilo totalmente irreverente. La diferencia con los primeros, según De Alencar Pinto, consistía en las circunstancias sociales y la asimilación del beat: el rock se asociaba ya más a la idea de contracultura que a una cuestión de esnobismo. Pese —y a consecuencia— de que el beat cantado en español estaba mal visto, decidieron que solo se permitiría música cantada en español. Fue una propuesta transgresora del negocio de la música y el arte del momento. Las «Musicasiones» tenían un fuerte componente de improvisación; muchas veces componían cosas a último momento y publicitaban el espectáculo de forma artesanal, ellos mismos pegando carteles. Se realizaron en total cuatro series de presentaciones, todas en el Teatro El Galpón:
- «Musicasión I»: 21 de julio.
- «Musicasión II»: 26 y 30 julio. Estuvo dedicada al candombe. Para esta ocasión —la misma tarde del espectáculo— Rada compuso la canción Las Manzanas, que fue un éxito y tuvo que interpretar dos veces.[16]
- «Musicasión III»: 1, 2, 3 y 4 de octubre. La guerra fue el tema unificador del espectáculo.[15]
- «Musicasión IV»: 5, 6, 7, 8, 18, 19 y 22 de noviembre. Se proyectó una película en 16 milímetros producida para la ocasión.[14]

Participaron de las «Musicasiones» Horacio Buscaglia (una de las principales figuras del ciclo), Verónica Indart, Pepe Vázquez, Robert Paolillo —quien había integrado el primer grupo de Mateo y ahora tenía a su cargo la presentación de la primera Musicasión—, «Cheché» Santos —exintegrante de O Bando do Orfeo—, Rubén Rada, Manolo Guardia, Reinaldo, Caio y Federico García Vigil, entre otros. El Kinto, en las primeras dos series, se presentó con Alfredo Vita como bajista, pues Urbano no estaba en Uruguay. Este se reintegró en la tercera y alternaron el puesto por un tiempo, hasta que Vita tuvo una discusión con Mateo y abandonó definitivamente el grupo.
El espectáculo terminó siendo deficitario en términos económicos. Sin embargo, aún dentro de un círculo reducido, el espectáculo tuvo éxito, lo que da cuenta que haya habido cuatro Musicasiones.

## Características musicales
El Kinto es reconocido como pionero en ejecutar candombe con instrumentos eléctricos, tumbadoras, batería, y, además, crear temas cantados en idioma español. Experimentaron con nuevos géneros como la bossa nova y con nuevos sonidos de guitarra, climas de voces y distintas formas de percutir la batería (con macetillas, con macetas o con las manos). Tenían un estilo tendiente al minimalismo, no basado en el virtuosismo de los instrumentistas sino en la superposición de elementos simples. Esto representó una forma musical nueva en la música uruguaya. Los conjuntos beat solían hacer covers de temas en inglés. Además, mostraban una estética similar, utilizando vestimenta uniforme, tradición de la que El Kinto se alejó.
El candombe beat, término que acuñaron ellos mismos, era una mezcla de candombe con música pop o beat como se le denominaba en la época. Algunas de las primeras canciones de candombe beat fueron: Muy lejos te vas (Rubén Rada), Suena blanca espuma (Walter Cambón), Yo volveré por ti (Urbano Moraes), Bien de bien (Rubén Rada, Eduardo Mateo).
Si bien la composición de la mayoría de las canciones correspondía al dúo Mateo-Rada, todos los integrantes de El Kinto compusieron. Además, era frecuente que se compusiera colectivamente a partir de ideas individuales y no siempre de obras acabadas. Estas ideas podían transformarse en canciones en las más diversas ocasiones: en los viajes del grupo en taxi de regreso a las casas de sus integrantes, en los descansos de media hora entre actuación y actuación en Orfeo Negro —momentos en que bajaban al sótano para redondear ideas—, etc. A nivel de arreglos musicales, también cada músico, además de encargarse específicamente de su instrumento, proponía ideas o cambios a los demás integrantes. Mateo, empero, tenía generalmente a su cargo los arreglos armónicos, particularmente los de las voces. La libertad era total excepto en los aspectos de disciplina y rigurosidad, también vigilados por Mateo, a quien Urbano recuerda como de una personalidad dominante, exigente de un compromiso y entrega total a sus compañeros y respetado de manera natural, pues su dedicación para con el grupo y su inventiva musical —reconocida y admirada por los demás integrantes— resultaba contagiosa. Por otra parte, si en un punto alguien no resultaba «contagiado», el enojo de Mateo podía bastar para que reaccionara, en virtud de ese mismo respeto ganado por su profesionalismo —que más tarde en su carrera solista por momentos desaparecería completamente— y sus aptitudes musicales. Su autoridad en el grupo se basaba en su forma de proceder y no en algún tipo de pretensión de liderazgo. Luis Sosa recuerda:

Eduardo tenía las ideas muy claras. Él sabía exactamente cómo lo quería, qué es lo que quería. Y no te daba lugar a que hicieras las cosas mal. Él te decía. Sí te dejaba como músico, no te cortaba la creatividad, pero si eso que vos creabas no entraba dentro de ese marco del tema en especial, te lo decía, y si las cosas no salían bien, te gritaba.

Urbano comenta que fue Mateo quien lo estimuló a componer, y esta actitud por parte de Mateo hacia sus compañeros todavía no compositores fue constante. Por otra parte, cuando el estímulo no era explícito, Mateo solía generarlo musicalmente, induciendo a la banda hacia un clima propicio para el desarrollo de la creatividad de sus compañeros. Este estímulo a la creatividad ajena, probablemente, influyó en el hecho de que varias canciones emblemáticas de El Kinto fuesen compuestas por los integrantes que por esa época daban sus primeros pasos como autores: Urbano Moraes escribiría, por ejemplo, Yo volveré por ti y Musicasión III; Walter Cambón, Suena blanca espuma, canción que posteriormente abriría el disco Musicasión 4 ½ (registro del ciclo de recitales Musicasiones); y, Chichito Cabral, que ingresaría al grupo un poco más tarde, Don Pascual, que abriría los dos álbumes restantes registrados por El Kinto: Circa 1968 y el sencillo homónimo con Ni me puedes ver de Mateo como «lado B».
Mateo y Cabral fueron, sin proponérselo, desarrollando un estilo de percusión novedoso que constituiría un aporte importante a la música popular uruguaya: el «toco», conjunto de alternativas rítmicas caracterizadas por un golpe grave y pesado en la «caída a tierra». A diferencia de lo usual en los compases cuaternarios del rock, por ejemplo, en los compases de 4/4 de la variante «toco» no se acentuaba el golpe en los tiempos segundo y cuartoⓘ (es decir, no se hacía de manera sincopada). Posteriormente, Mateo utilizaría con frecuencia el «toco», siendo el ritmo de De nosotros dos (Mateo solo bien se lame) uno de los ejemplos más sencillos y paradigmáticos.

## Separación y legado
La banda actuó por última vez a principios de 1970 en un baile del Club Olimpia.

El fin de El Kinto fue el día que Mateo vino y dijo «Se acabó. El Kinto no existe más. Chau». Para mí, Mateo no podía seguir más con los músicos de El Kinto. Los músicos de El Kinto no le daban a Mateo lo que él quería.
Luis Sosa

En los últimos tiempos de la banda Mateo empezó a cambiar su imagen más profesional hacia una más extravagante. Sus cambios acelerados en la personalidad y su consumo de drogas empezaron a alejarlo de sus compañeros. Musicalmente, empezaba a interesarse por otras músicas: de la India, Medio Oriente, África y El Caribe.
Tras la separación, el grupo ganó un estatus de «banda de culto» por parte de un grupo de gente reducido, pero con influencia en el ámbito musical. No llegaron formalmente a grabar un disco. Las ediciones existentes fueron recuperadas de grabaciones para algunas presentaciones en televisión en las que se hacía playback.
Luego de disuelto el grupo, Rubén Rada, «Chichito» Cabral y «Lobito» Lagarde formaron Totem. Walter Cambón y Luis Sosa formaron LimoNada. Urbano Moraes y Eduardo Mateo comenzaron sus carreras como solistas.

## Discografía

### Vinilos
- Musicasión 4 ½ (Disco colectivo, artistas varios. De la Planta KL 8305, 1971)
- Circa 1968 (Clave 72 35066, 1977)

### Discos compactos
- El Kinto Clásico (Sondor, 1998)